# Filnamn
Filnamn är namn på filer i en dators filsystem. Filen identifieras vanligen av en sökväg som anger den katalog där filen finns och det egentliga namnet, som i sin tur oftast består av en fritt valbar första del, en filändelse som anger filformat eller filtyp och i vissa system ett versionsnummer.

## Restriktioner på filnamn
Av historiska orsaker, främst med tanke på prestanda och resurshushållning, är de möjliga filnamnen i många system starkt begränsade. Då man väljer ett filnamn som skall vara gångbart i så många system som möjligt följer man i allmänhet konventionerna i DOS: högst åtta tecken, punkt och en filändelse på högst tre tecken, tecknen skall vara bokstäver, siffror eller något av ett litet urval tillåtna andra tecken, alla enligt ASCII-kodningen.
Moderna system har lättat på restriktionerna, men fortfarande kan det vara bra att vara försiktig: blankslag och vissa specialtecken kan feltolkas av Unix-systems kommandotolk, tecken andra än de kodade genom ASCII (till exempel å, ä och ö) tolkas lätt olika på olika system och extremt långa filnamn kan ställa till med problem i olika sammanhang (till exempel skall filnamnen på en CD-skiva vara högst 31 tecken långa). Specialfall som är problematiska kan konstrueras för de flesta system.